# Ciclobutano
Ciclobutano, C4H8, com uma massa molar de 56.107 g/mol, é um cicloalcano de quatro carbonos no qual todos os átomos de carbono estão arranjados ciclicamente, portanto ciclobutano. É um gás comercialmente disponível como gás liquefeito.
Ciclobutanos é um termo usado em química para definir derivados de ciclobutano.

## Conformação
Os ângulos de 90° entre os átomos de carbono são significativamente tensos e como tais têm maiores energias de ligação que qualquer moléculas lineares de butano ou maiores alcanos homocíclicos tais como cicloexano. Como tal, ciclobutano é instável  a temperaturas acima de aproximadamente 500 °C.
A conformação química do ciclobutano é não planar mas curvada ou "em forma de barco". Um dos átomos de carbono apresenta um ângulo de 25° com o plano formado pelos outros três átomos. Desta maneira algumas das interações do hidrogênio são eclipsadas, sendo reduzidas. A conformação é conhecida também como "borboleta". Em cicloalcanos substituídos tanto a conformação planar quanto a curvada existem. Por causa da diferença de energia entre os dois estados ser pequena as conformações podem ser interconvertíveis.

## Ciclobutanos na natureza
Apesar da tensão inerente a estrutura do ciclobutano não é um estranho às moléculas encontradas na natureza. Um exemplo incomum é o ácido pentacicloanammóxico o qual é um laderano composto de cinco anéis de ciclobutano fundidos. A tensão estimada neste composto é três vezes a do ciclobutano. O composto é encontrado em bactérias que realizam o processo anammox onde forma um sólida e muito densa membrana que acredita-se proteger o organismo da tóxicas hidroxilamina e hidrazina envolvidas na produção de nitrogênio e água dos íon nitrito e amônia. Alguns compostos relacionados, fenestranos são também encontrados na natureza.[carece de fontes?]